# Zack és Cody a fedélzeten
A Zack és Cody a fedélzeten (eredeti cím: The Suite Life on Deck) 2008 és 2011 között futott amerikai szitkom, amelyet Danny Kallis és Jim Geoghan alkotott. A főbb szerepekben Cole Sprouse, Dylan Sprouse, Brenda Song, Phill Lewis, Debby Ryan és Doc Shaw látható.
Amerikában 2008. szeptember 26-án mutatta be a Disney Channel. Magyarországon szintén a Disney Channel mutatta be.
A sorozat fiú ikerpárról szól, akik mindig valamilyen bajba keverednek.
A sorozat valójában a Zack és Cody élete című sorozat folytatása, csak ebben a két fiú kalandjai egy hajón zajlanak.

## Történet
Zack és Cody elkezdik tanulmányaikat a Seven Seas High középiskolában ("a hét tenger gimnáziuma"). Ez az iskola az SS.Tipton luxushajón működik, a hajó London apjának a tulajdona, az igazgató Mr. Moseby. Az ikrek a hajón sem mellőzik a bajkeverést, de további bonyodalmak is adódnak. London apja nyomására szintén a hajón tanul, már azt is nehezen viseli, hogy életében először meg kell osztania a szobáját valakivel. London szobatársa, Baley Pickett, gyönyörű farmerlány, Zack és Cody rögtön beleszeretnek. A diákok alapvetően a hajón élnek, csak ritkán mennek haza. A sorozat néhány részében a hajó kiköt valahol (pl. Thaiföld),ahol a diákok is bejárhatják a térséget, a srácok persze ilyenkor is igazi kalandokba keverednek.

## Helyszínek
- Belgium – A 3. évad epizód "Buli van!"
- Bermuda-háromszög – A 2. évad epizód "Bermuda háromszög"
- Florida – Az 1. évad epizód "Virág és csokoládé", és a 2. évad epizódjában "Model viselkedés"
- Galapagos-szigetek – Az 1. évad epizód "Tengeri szörnyűség"
- Görögország – Az 1. évad epizód "Ez nekem görögül van"
- Hawaii – Ebben a szezonban egy crossover epizód "Dupla-keresztezés"
- India – Az 1. évad epizód "A mami és a swammi"
- Japán – A 3. évad epizód "Bajban Tokióban "
- Lichtenstamp – A paródia Liechtenstein az első évad egyik epizódjában "Maddie a fedélzeten"
- Monte Carlo – A 3. epizód "Egy csendes kúra"
- Marokkó – A 2. évad "Marokkói csodalámpa"
- Párizs – A 2. évad epizód "Szakítás Párizsban"
- Papagáj Sziget – egy kitalált hely az 1. évad egyik epizódjában "Papagáj sziget"
- Róma – Az 1. évad epizód "Minden út Rómába vezet"
- Dél-Amerika – A 2. évad epizód "Aki ás, az talál"
- Svédország – A 2. évad epizód "A svéd élet"
- Thaiföld – A 2. évad epizód "Thaiföldi család"
- Egyesült Királyság – A 2. évad epizód "London Londonban"

## Szereplők
| Színész                 | Karakter          | Évadok     | Magyar hang     |
| Főszereplő              | Főszereplő        | Főszereplő | Főszereplő      |
| ----------------------- | ----------------- | ---------- | --------------- |
| Cole Sprouse            | Cody Martin       | 1-3        | Bogdán Gergő    |
| Dylan Sprouse           | Zack Martin       | 1-3        | Glósz András    |
| Brenda Song             | London Tipton     | 1-3        | Mezei Kitty     |
| Debby Ryan              | Bailey Pickett    | 1-3        | Andrádi Zsanett |
| Phill Lewis             | Mr. Marion Moseby | 1-3        | Szűcs Péter Pál |
| Doc Shaw                | Marcus Little     | 2-3        | Berkes Bence    |
| Visszatérő szereplő     |                   |            |                 |
| Matthew Timmons         | Woody Fink        | 1-3        | Baráth István   |
| Erin Cardillo           | Emma Tutweiller   | 1-3        | Zakariás Éva    |
| Windell D. Middlebrooks | Kirby Morris      | 1-3        |                 |
| Zoey Deutch             | Maya Benett       | 3          | Hermann Lilla   |

## Epizódok
| Évad | Epizódok | Eredeti sugárzás     | Eredeti sugárzás | Magyar sugárzás    | Magyar sugárzás    |
| Évad | Epizódok | Évadpremier          | Évadfinálé       | Évadpremier        | Évadfinálé         |
| ---- | -------- | -------------------- | ---------------- | ------------------ | ------------------ |
| 1.   | 21       | 2008. szeptember 26. | 2009. július 17. | 2010. október 4.   | 2011. október 22.  |
| 2.   | 28       | 2009. augusztus 7.   | 2010. június 18. | 2011. november 19. | 2012. december 2.  |
| 3.   | 22       | 2010. július 2.      | 2011. május 6.   | 2012. december 29. | 2013. december 14. |

## Különleges sztárvendégek
- Kim Rhodes: Carey Martin (1: "A lakosztály tengerre szál," "Anya és apa a fedélzeten")
- Ashley Tisdale: Maddie Fitzpatrick (1: "Maddie a fedélzeten")
- Miley Cyrus: Miley Stewart/Hannah Montana (1: "Dupla keresztezés")
- Emily Osment: Lilly Truscott/Lola Luftnagle (1: "Dupla keresztezés")
- Selena Gomez: Alex Russo (1: "Dupla keresztezés")
- David Henrie: Justin Russo (1: "Dupla keresztezés")
- Jake T. Austin: Max Russo (1: "Dupla keresztezés")
- Jordin Sparks: Önmaga (2: "Jordin Sparks a fedélzeten")
- Kathie Lee Gifford: Cindy (2: "Modell viselkedés")
- George Takei: Rome Tipton (2: "Tipton űrcirkáló")
- Sean Kingston: Önmaga (3: "Buli van!")

## Nevezetes vendégek
- Brian Stepanek: Arwin Hawkhauser/Milos Hawkakapolis (1: "Ez nekem görögül van," 3: "Kompjúter randi")
- Brittany Curran: Chelsea Brimmer (1: "Virág és csokoládé")
- Sophie Oda: Barbara Brownstein (1: "Virág és csokoládé")
- Charlie Stewart: Bob (1: "Virág és csokoládé")
- Jennifer Tisdale: Connie the Activities Coordinator (1: "Virág és csokoládé," "Utazás a zúzódásért")
- Jacopo Sarno: Luca (1: "Minden út Rómába vezet")
- Robert Torti: Kurt Martin (1: "Anya és apa a fedélzeten")
- Hutch Dano: Moose (1: "Mulcsfesztivál")
- Justin Kredible: Armando the Magician (2: "Bonyolult viszonyok")
- Elizabeth Sung: Khun Yai (2:"Thaiföldi család")
- Ed Begley Jr: Mayor Ragnar (2: "A svéd élet")
- Adrian R'Mante: Esteban Ramírez (2: "A vőlegény anyja")
- Charo: Señora Ramírez (2: "A vőlegény anyja")
- Kurt Warner: Önmaga (2: "Bármilyen fantázia")
- Charles Shaughnessy: Constable (2: "London Londonban")
- Camilla és Rebecca Rosso: Jessica and Janice (2: "Model verseny")
- Matthew Willig: The Genie (2: "Marokkói csodalámpa")
- Andy Richter: Brother Theodore (3: "Egy csendes kúra")
- Lisa K. Wyatt: Frankie (3: "Viszlát")